# Richard Simon

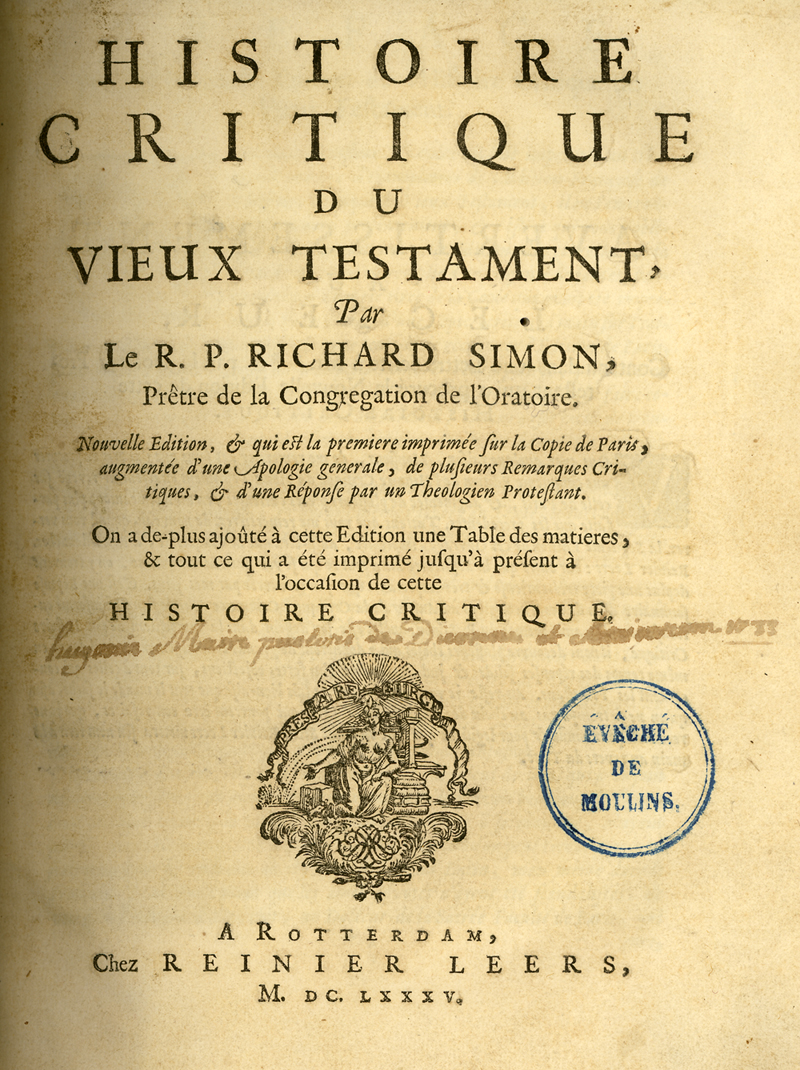
Strona tytułowa „Krytycznej historii” Richarda Simona z 1682.

Richard Simon (ur. 13 maja 1638 w Dieppe, zm. tamże 11 kwietnia 1712) – francuski ksiądz katolicki, który pierwszy podjął, opartą na racjonalizmie, próbę badania i krytycznej interpretacji tekstów biblijnych.

## Życie i dzieło
Simon pobierał nauki w Dieppe, Rouen i Paryżu. Otrzymał zezwolenie na oddanie się w szczególnym wymiarze badaniom języków wschodnich, Pisma Świętego i historii Kościoła. W Paryżu został członkiem Oratorium francuskiego, a 20 września 1670 otrzymał święcenia kapłańskie. W tymże roku opublikował anonimowo swe pierwsze dzieło, w którym bronił Żydów z Metzu oskarżonych o zabójstwo chrześcijańskiego dziecka.
Popadł w konflikt z maurynami i jansenistami, a zwłaszcza z Antoine’em Arnauldem. W 1678 roku opublikowane miało być jego dzieło Histoire critique du Vieux Testament, w którym m.in. podał w wątpliwość Mojżeszowe autorstwo Pięcioksięgu. Arnauld uprzednio dowiedział się o tym i z pomocą biskupa Bossueta oskarżył Simona o herezję. Orzeczenie rządowe z 19 czerwca 1678 roku nakazało spalenie wydania, jednak kilka egzemplarzy ocalało. W 1678 roku Simona wykreślono z listy członków Oratorium. Po pewnym czasie objął on, proponowane mu już od 1676, probostwo w Bolleville.
W 1681 roku, wbrew woli Simona, w Amsterdamie na podstawie jednego z ocalałych egzemplarzy wydano przedruk dzieła, zawierający jednakże wiele błędów. Tego samego roku wydano w Amsterdamie również łacińską wersję dzieła. Rok później Simon zrezygnował z probostwa, by całkowicie poświęcić się biblistyce. W 1685 roku, pod okiem samego Simona, wydano w Rotterdamie wersję poprawioną introdukcji wraz z dołączoną obroną. W latach 1689–1693 opublikował w Rotterdamie trzy dzieła poświęcone introdukcji do Nowego Testamentu. W nich Simon jako pierwszy stwierdził, że w wielu rękopisach brakuje dłuższego zakończenia Ewangelii Marka oraz pericope adulterae (J 7,53-8,11), a Comma Johanneum nie tylko nie występuje w kodeksach greckich, ale i starych wydaniach Wulgaty.
Dzieła te spotkały się z krytyką zarówno katolików, jak i protestantów czy racjonalistów. W 1700 roku dwa pierwsze dzieła zostały wpisane na Indeks ksiąg zakazanych. Polemikę z trzecim dziełem, ułożoną przez biskupa Bossueta, wydano w Amsterdamie w roku 1753, po śmierci zarówno Bossueta, jak i Simona. Introdukcje do Nowego Testamentu Simona zostały w drugiej połowie XVIII wieku przetłumaczone na język niemiecki i w latach 1776–1780 wydane w Halle, wraz z komentarzem w duchu racjonalistycznym. Simon przetłumaczył również Nowy Testament na język francuski, jednak arcybiskup Paryża Louis-Antoine de Noailles zakazał czytania przekładu. Przed śmiercią zapisał swe książki i rękopisy katedrze w Rouen.

## Dzieła
- Factum, servant de responce qu livre intitulé Abrégé du procéz fait aux Juifs de Mets, Paris, 1670.
- Histoire critique du Vieux Testament, Paris, 1678.
- Histoire critique du texte du Nouveau Testament (Rotterdam 1689)
- Histoire critique des versions du Nouveau Testament, ibid., 1690.
- Histoire critique des principaux commentaires du Nouveau Testament, ibid., 1693.
- Nouvelles observations sur le texte et les versions du Nouveau Testament, Paris, 1695.
- Le Nouveau Testament de notre Seigneur Jésus Christ, traduit sur l’ancienne édition, avec des remarques litterales et critiques sur les principales difficultés, Trevoux, 1702, v. 4.